# E. Wedel

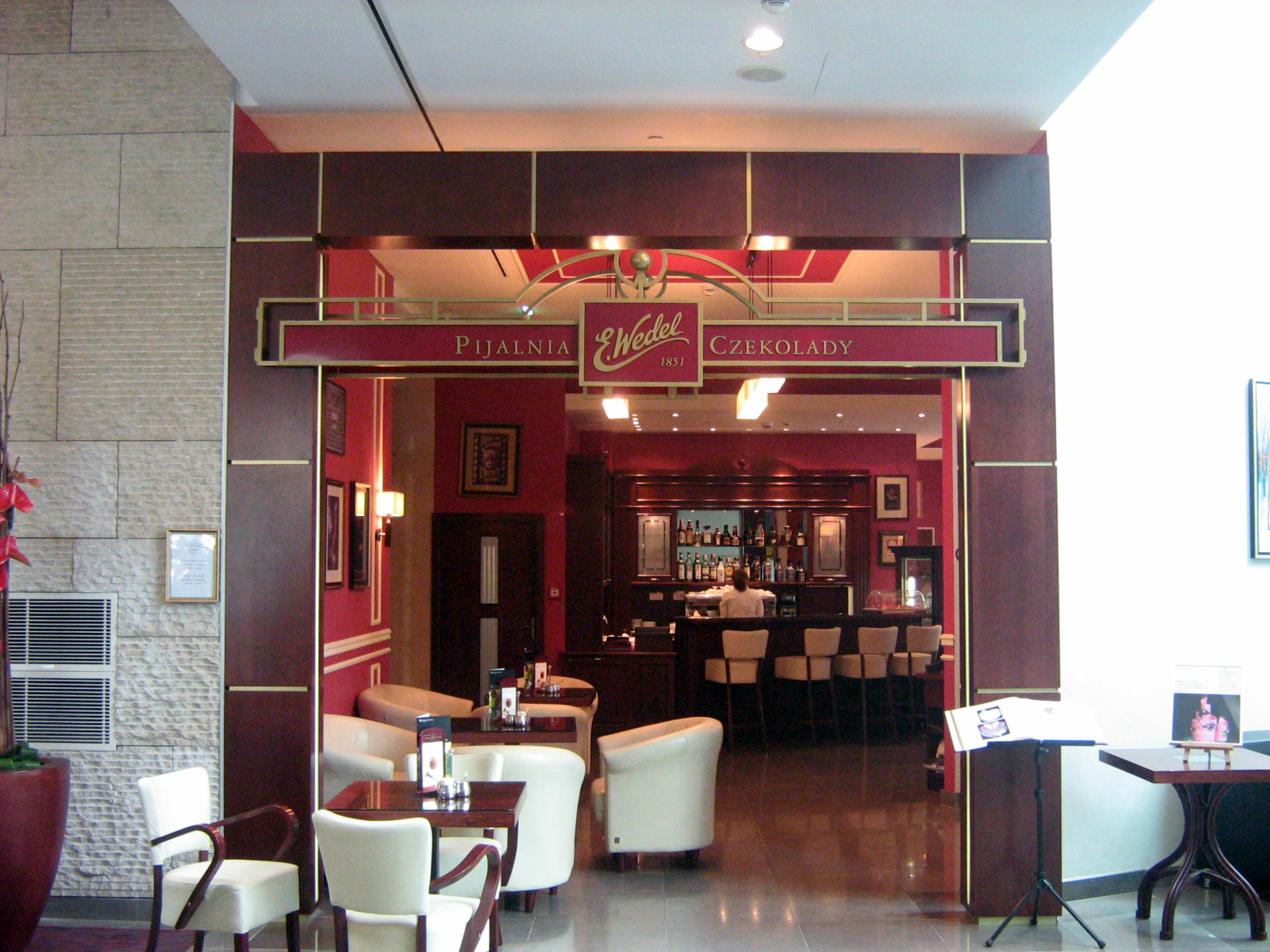
Local de E. Wedel para degustar chocolate.

Cadbury-Wedel es un fabricante polaco de chocolate con sede en Varsovia. La empresa fue fundada en 1851 por Karl Wedel, un inmigrante alemán, con el nombre E. Wedel. La empresa se desarrolló rápidamente para ser uno de los principales productores de chocolate del país.

## Compra de Cadbury Schweppes
El nombre "Wedel" en el mundo del chocolate es sinónimo de calidad y de larga tradición, que asocia a los productos con la familia Wedel. Sin embargo, la familia Wedel ya no son los propietarios de la empresa. Durante la era comunista la empresa se hizo pública y se denominó "22 lipca". Én 1989 E. Wedel se privatizó de nuevo y en 1991 fue adquirida por PepsiCo. Finalmente en 1999 fue la empresa británica Cadbury Schweppes la que adquiriera la empresa por 76,5 millones de dólares.

## Cifras
En la actualidad la empresa fabrica diferentes productos de chocolate, también galletas y aperitivos salados. Wedel tiene una plantilla aproximada de 1100 empleados y tiene su producción en 
Varsovia. En 1997 el beneficio neto de la empresa ascendió a 80 millones de dólares.